# باريس بيريلك
باريس بيريلك (بالإنجليزية: Paris Berelc)‏، هي ممثلة وعارضة أمريكية، من مواليد 29 ديسمبر 1998. ولدت في ميلواكي، ويسكونسن وهي من أصل نصف فلبيني.
بدأت حياتها المهنية في التمثيل عام 2013، في سن الرابعة عشرة.

## روابط خارجية
- باريس بيريلك على موقع IMDb (الإنجليزية)
- باريس بيريلك على موقع روتن توميتوز (الإنجليزية)
- باريس بيريلك على موقع ألو سيني (الفرنسية)
- باريس بيريلك على موقع قاعدة بيانات الفيلم (الإنجليزية)
- باريس بيريلك على موقع كينوبويسك (الروسية)